# Индустријско друштво
Сматра се да је творац појма индустријског друштва, чувени француски социолог и социјалиста Сен-Симон из 19. века, који је изложио визију људског друштва у коме би основни носиоци његовог развоја били стручњаци, пре свега инжењери. Савремено значење овог појма полази од становишта да је развој науке и технологије достигао такву брзину и обим да битно мења природу људских потреба и начине њиховог задовољавања. Као и Сен-Симонова, савремена концепција индустријског друштва инсистира на улози који имају стручњаци у управљању друштвеног живота.
Основни проблем теорије индустријског друштва јесте како управљати друштвам које је способно да преко масовне индустријске производње задовољи материјалне потребе све већег броја људи у условима еколошких ризика, међународних супротности итд.
Амерички економиста Џон Галбрајт је најдоследније разрадио теорију о индустријском друштву у својој познатој књизи Индустријска држава.  По њему, основни проблем америчког друштва средином 20. века је било како третирати све сложеније облике управљања великих производних система како у корпоративном власништву тако и под државном контролом. Тај проблем се решава увођењем техноструктуре у целокупни процес одлучивања. Технострукуру чине стручњаци, људи који поседују посебне таленте и који су способни да доносе рационалне и оптималне одлуке. По Галбрајту за доношење било какве одлуке треба одређена стручност. Чак и тако безначајна друштвена одлука какав ће бити омот нове жваке која ће бити пласирана на тржиште, данас не доноси шеф производње самостално или пак власник фабрике, него стручњак за маркетинг у сарадњи са стручњацима за производњу и квалитет.
Важан део теорије о индустријском друштву је уочавање потребе за учешћем самих произвођача у процесу доношења одлука од којих зависи систем индустријске производње. Захтев за партиципацијом је подстакнут сазнањем да друштво обиља гуши људску иницијативу али и потребом да се техноструктура наметне друштву као облик одлучивања.
Теорија индустријског друштва признаје само научне и техничко-технолошке критеријуме за управљањем друштвеним животом. Из тих параметара она извлачи карактер људских потреба и назначује циљ развоја људског друштва. Због таквог свог става она је била мета критика, пре свега левичарских социолошких и филозофских доктрина. Темељну критику индустријског друштва под окриљем савременог капитализма дао је Херберт Маркузе у својој нашироко познатој књизи Једнодимензионални човек.